# Mill Hall
Mill Hall és una població dels Estats Units a l'estat de Pennsilvània. Segons el cens del 2000 tenia 1.568 habitants.

## Demografia
Segons el cens del 2000, Mill Hall tenia 1.568 habitants, 662 habitatges, i 456 famílies. La densitat de població era de 599,4 habitants/km².
Dels 662 habitatges en un 28,7% hi vivien nens de menys de 18 anys, en un 54,2% hi vivien parelles casades, en un 10,6% dones solteres, i en un 31% no eren unitats familiars. En el 26,4% dels habitatges hi vivien persones soles el 14,4% de les quals corresponia a persones de 65 anys o més que vivien soles. El nombre mitjà de persones vivint en cada habitatge era de 2,37 i el nombre mitjà de persones que vivien en cada família era de 2,85.
Per edats la població es repartia de la següent manera: un 22,6% tenia menys de 18 anys, un 7,5% entre 18 i 24, un 27,2% entre 25 i 44, un 22,6% de 45 a 60 i un 20,2% 65 anys o més.
L'edat mediana era de 40 anys. Per cada 100 dones de 18 o més anys hi havia 83,7 homes.
La renda mediana per habitatge era de 31.083 $ i la renda mediana per família de 36.250 $. Els homes tenien una renda mediana de 27.283 $ mentre que les dones 18.800 $. La renda per capita de la població era de 16.593 $. Entorn del 9,2% de les famílies i el 10,8% de la població estaven per davall del llindar de pobresa.

## Poblacions més properes
El següent diagrama mostra les poblacions més properes.